# Nacka FF
Der Nacka Fotbollförening war ein schwedischer Fußballverein aus Nacka im Ballungsraum Stockholms. Der Klub existierte zwischen 1990 und 2001 und spielte drei Jahre in der zweiten schwedischen Liga.

## Geschichte
Nacka FF entstand Anfang 1990 aus den unterklassigen Klubs Boo FF, Saltsjöbadens IF sowie der Fußballabteilung des Järla IF, die sich zusammenschlossen und einen neuen Verein gründeten. Der Klub übernahm das Startrecht von Järla IF, der am Ende der Spielzeit 1989 einen Aufstiegsplatz in der fünften Liga belegt hatte. 
Nacka FF spielte in der viertklassigen Division 3 Östra Svealand direkt um den Aufstieg, der am Ende der Spielzeit 1991 bewerkstelligt wurde. Auch in der dritten Liga platzierte sich die Mannschaft im vorderen Bereich. 1993 verpasste sie als Tabellendritter den Aufstieg in die zweitklassige Division 1 mit vier Punkten Rückstand auf Visby IF Gute und den Relegationsplatz lediglich aufgrund des schlechteren Torverhältnisses gegenüber dem punktgleichen Väsby IK. Im folgenden Jahr belegte sie den Relegationsplatz, verpasste aber nach zwei Niederlagen gegen IF Sylvia den Aufstieg. 
1996 gelang Nacka FF mit einem Punkt Vorsprung auf Sandvikens IF der Staffelsieg in der Division 2 Östra Svealand. Im ersten Jahr in der Zweitklassigkeit belegte der Klub den sechsten Tabellenplatz. Nach einem neunten Rang im folgenden Jahr verpasste die Mannschaft als Tabellenelfter am Ende der Spielzeit 1999 die Qualifikation für die neue eingleisige zweite Liga. In der Division 2 Västra Svealand belegte die Mannschaft im folgenden Jahr hinter BK Forward den zweiten Platz. Aufgrund finanzieller Probleme konnte der Klub die folgende Spielzeit nicht beenden und wurde vom Spielbetrieb ausgeschlossen.